# Lagoa da Lomba

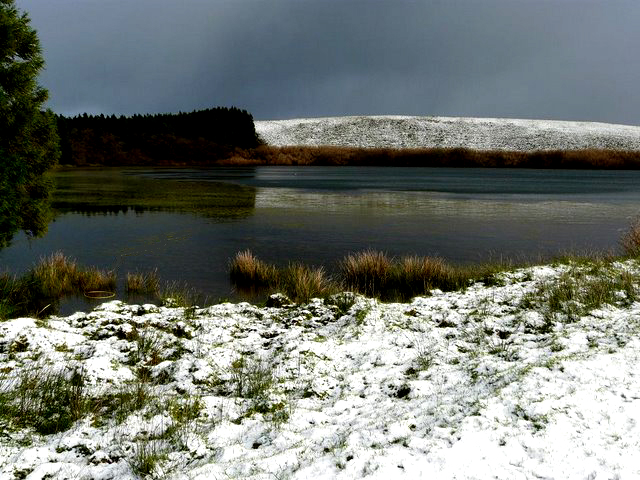
Lagoa da Lomba.

A Lagoa da Lomba é uma lagoa portuguesa localizada nas montanhas centrais da ilha das Flores, a uma cota média de 550 metros de altitude, concelho de Lajes das Flores, ilha das Flores, arquipélago dos Açores.
Encontra-se nas proximidades do Pico do Touro e da Boca da Vereda.